# Антофора летняя
Антофора летняя (лат. Anthophora aestivalis) — вид земляных пчёл рода Anthophora из трибы Anthophorini семейства Apidae.

## Опсиание
Длина 14—15 мм. Общая окраска чёрная (отдельные пучки волосков светлые). Клипеус самцов со светлым рисунком. У самок окраска вершинных перевязей 2-4-го тергитов брюшка беловато-жёлтая; 1-й членик средних и задних лапок (и задние голени) в наружной части в серебристых волосках. Голова чёрная, лапки тёмно-бурые. У самцов 1-2-й тергит в рыжеватых или серых волосках, 3-7-й — в чёрных. Жвалы самцов чёрные.
Неспециализированные опылители (полилекты) цветковых растений разных семейств: Cistaceae, Fabaceae (Papilionaceae), Lamiaceae (Labiatae). В год бывает одно поколение (унивольтинный вид), летают с мая по июль. В гнёздах паразитируют пчёлы-кукушки Melecta luctuosa.

## Распространение
Встречается в Европе, юге Сибири и Забайкалье.